# Inga mendoncaei
Inga mendoncaei é uma espécie vegetal da família Fabaceae.
Apenas pode ser encontrada no Brasil.